# Geografia crítica
La geografia crítica és una beca geogràfica teòricament informada que promou la justícia social,  l'alliberament i  la política d'esquerres . La geografia crítica també s'utilitza com a terme paraigua per a la geografia marxista, feminista, postmoderna, postestructural, queer, d'esquerres i activista .
La geografia crítica és una variant de la ciència social crítica i les humanitats  que adopta la tesi de Marx per interpretar i canviar el món. Fay (1987) defineix la ciència crítica contemporània com l'esforç per entendre  l'opressió  en una societat i utilitzar aquesta comprensió per promoure el canvi i l'alliberament de la societat. Agger (1998) identifica una sèrie de trets de la teoria social crítica practicada en camps com la geografia, que inclouen: un rebuig al  positivisme ; un aval de la possibilitat de progrés; una reivindicació de la dinàmica estructural de dominació; un argument que el domini es deriva de formes de falsa consciència, ideologia i mite; una fe en l'agent del canvi quotidià i l'autotransformació i un rebuig associat al  determinisme ; i un rebuig a la conveniència revolucionària.

## Origen
La geografia crítica al món angloamericà arrelada a la  geografia radical  que va sorgir a principis dels anys setanta. Peet (2000) ofereix una visió general de l'evolució de la geografia radical i crítica. A principis dels anys setanta, els geògrafs radicals van intentar transformar l'abast de la disciplina de la geografia responent als grans problemes de l'època: els drets civils, la contaminació ambiental i la guerra. Entre mitjans i finals de la dècada de 1970 es van produir crítiques ascendents a la  revolució quantitativa  i l'adopció del  marxisme . enfocament. La dècada de 1980 va estar marcada per fissures entre corrents humanista, feminista i marxista, i una inversió de l'excés estructural. A finals dels anys 80, va sorgir la geografia crítica i es va convertir gradualment en un camp autoidentificat. [ Cita necessària ]
Encara que estan estretament relacionades, la geografia crítica i la geografia radical no són intercanviables. La geografia crítica té dues allunyades crucials de la geografia radical: (1) un rebuig a l'excés estructural del  marxisme, d'acord amb el  gir postmodern ; i (2) un interès creixent per la cultura i la  representació, en contrast amb l'enfocament de la geografia radical en l'economia. Peet (2000) nota un acostament entre la geografia crítica i la radical després d'un acalorat debat als anys noranta. No obstant això, Castree (2000) planteja que la geografia crítica i radical comporta diferents compromisos. Afirma que l'eclipsi de la geografia radical indica la professionalització i l'academicització de la geografia d'esquerra i, per tant, es preocupa per la pèrdua de la tradició "radical".

## Temes comuns
Com a conseqüència del  gir postmodern, la geografia crítica no té un compromís unitari. Hubbard, Kitchin, Bartley i Fuller (2002) afirmen que la geografia crítica té una  epistemologia,  ontologia i  metodologia diverses i no té una identitat teòrica distintiva. No obstant això, Blomley (2006) identifica sis temes comuns de la geografia crítica,  que inclouen:
1. Un compromís amb la teoria i un rebuig a  l'empirisme .  Els geògrafs crítics despleguen de manera conscient teories d'alguna forma, però es basen en una varietat de fonts teòriques, com ara  l'economia política, la governalitat  ,  el feminisme,  l'antiracisme i  l'antiimperialisme .
2. Una aposta per revelar els processos que produeixen  desigualtats. Els geògrafs crítics busquen revelar  el poder, descobrir  la desigualtat, exposar la resistència i conrear polítiques alliberadores i  canvis socials .
3. Un èmfasi en la  representació  com a mitjà de dominació i resistència. Un focus comú de la geografia crítica és estudiar com les representacions de l'espai sostenen el poder; o per contra, com es poden utilitzar les representacions de l'espai per desafiar el poder.
4. Una fe optimista en el poder de l'erudició crítica. Els geògrafs crítics creuen que l'erudició es pot utilitzar per resistir les representacions dominants, i que els estudiosos poden desfer aquesta dominació i ajudar a alliberar els oprimits. Hi ha una confiança implícita en el poder de l'erudició crítica per arribar als desinformats, i en les capacitats de les persones per vèncer l'alienació mitjançant l'autoeducació reflexiva.
5. Un compromís amb les pràctiques progressistes. Els geògrafs crítics volen marcar la diferència a través de la praxi. Afirmen estar units amb  moviments socials  i activistes amb compromisos amb  la justícia social. La relació real entre la geografia crítica i  l'activisme  ha estat molt debatuda.
6. Entendre  l'espai  com a eina crítica.  Els geògrafs crítics presten especial atenció a com es poden utilitzar els arranjaments i les representacions espacials per produir  opressió  i  desigualtat. Els geògrafs crítics identifiquen en diferents graus com l'espai es pot utilitzar tant com a vel com a eina de poder.

## Crítiques
Algunes qüestions importants queden sense resoldre en la geografia crítica. La primera és que hi ha hagut una discussió relativament limitada sobre els compromisos compartits dels geògrafs crítics, amb algunes excepcions com Harvey (2000). S'ha de respondre la pregunta com ara "de què són crítics els geògrafs" i "amb quin fi". Barnes (2002) comenta que els geògrafs crítics són millors per oferir diagnòstics explicatius que per oferir imaginacions anticipatòries-utòpiques per reconfigurar el món.
La segona qüestió fa referència a la institucionalització de la geografia crítica. Tot i que els geògrafs crítics es conceben a si mateixos com a rebels i forasters, el pensament crític ha prevalgut a la geografia. La geografia crítica es troba ara al cor mateix de la disciplina de la geografia. Alguns veuen la institucionalització com un resultat natural de la força analítica i els coneixements de la geografia crítica, mentre que altres temen que la institucionalització hagi comportat la cooptació. La pregunta és si la geografia crítica encara manté el seu compromís amb el canvi polític.
Finalment, com que la geografia crítica es practica a tot el món, s'haurien de reconèixer millor les idees dels geògrafs crítics fora del món anglòfon. En aquest sentit, Mizuoka et al. (2005) van oferir una visió general de la praxi de la geografia crítica japonesa des dels anys vint. A més, la geografia crítica també hauria de forjar un vincle més fort amb els estudiosos crítics d'altres disciplines.